# Histioea proserpina
Histioea proserpina är en fjärilsart som beskrevs av Jacob Hübner 1827. Histioea proserpina ingår i släktet Histioea och familjen björnspinnare. Inga underarter finns listade i Catalogue of Life.